# Luis Peláez
José Luis Peláez Pérez (Oruro, 30 de noviembre de 1932-ib., 29 de octubre de 2014) fue un futbolista boliviano que se desempeñaba como centrocampista. Desarrolló la mayor parte de su carrera profesional en San José.

## Trayectoria
Luis Peláez nació el 30 de noviembre de 1932 en la ciudad de Oruro.
En 1950 empezó a jugar como zaguero por izquierda en la segunda división de San José, hasta que en 1955 fue promovido al primer equipo.
Ese año, el club fue invitado a participar por segunda vez en el torneo integrado de la Asociación de Fútbol de La Paz, su mejor partido cumplido en este certamen fue cuando derrotaron a Municipal por 1-0 en el estadio Hernando Siles. Ese año San José obtendría su primera estrella en primera división, con un plantel que es considerado un equipo histórico del fútbol boliviano para esa época y que fue bautizado por los periodistas como los «Húngaros». Peláez además de integrante del plantel fue su capitán, tuvo como compañeros a Jorge Orellana, Silvano Valdivia, Benjamín Maldona, Armando Escobar, y a los hermanos Humberto y Jacinto Murillo, todos ellos bajo la dirección técnica de Rodolfo Mayda.
Al año siguiente fue fichado por el Oruro Royal, club que realizó un esfuerzo en la conformación de su equipo ya que aquella temporada participó por primera vez en el torneo integrado, sin embargo Peláez permanecería esa única temporada en el plantel Decano.
En 1957 retorno a filas de San José, club al que  hasta finalizar su carrera deportiva. Luego de la desintegración de los «Húngaros», fue uno de los pocos jugadores que permaneció en la institución, juntó a las nuevas figuras emergentes como José Ferrufino y Edgar Quinteros. Con el equipo Santo obtuvo el torneo regionales de 1964, se retiró en 1968 con la obtención de otro título regional, a sus 36 años.
El 29 de octubre de 2014 falleció a la edad de 81 años de edad.

## Clubes
| Club        | País    | Año         |
| ----------- | ------- | ----------- |
| San José    | Bolivia | 1955        |
| Oruro Royal | Bolivia | 1956        |
| San José    | Bolivia | 1957 - 1968 |

## Palmarés

### Títulos nacionales
| Título           | Club     | País    | Año  |
| ---------------- | -------- | ------- | ---- |
| Primera División | San José | Bolivia | 1955 |

### Títulos regionales
| Título                     | Club     | País    | Año  |
| -------------------------- | -------- | ------- | ---- |
| Asociación de Fútbol Oruro | San José | Bolivia | 1964 |
| Asociación de Fútbol Oruro | San José | Bolivia | 1968 |